# Agnete Vestereg
Agnete Vestereg, född 12 juni 1912 i Köpenhamn, död 2005, var en dansk förskolelärare och fritidspedagog.
Agnete Vestereg växte upp på Nørrebro i Köpenhamn. Hon utbildade sig från 1928 till förskolelärare på Sofus Bakkes Seminarium på Hjortøgade i Köpenhamn. Hon arbetade efter examen på Nyborgsvejs Børnebibliotek.
Hon gifte sig med John Bertelsen på 1930-talet. Paret fick 1936 dottern Lisbet. Paret skilde sig på 1950-talet.
Mellan 1940 och 1943 arbetade hon på St. Peders Strædes Fritidshjem och därefter på Børnegården i Utterslev i Bispebjerg i Köpenhamn. År 1943 invigdes Emdrups skrammellegeplads i Emdrup i Köpenhamn, med maken John Bertelsen som ledare. År 1947 efterträdde Agnete Vestereg honom som ledare. Bygglekparken ägdes av Boligforeningen AAB och sköttes av Agnete Vestereg som enda anställda. Verksamheten var gratis, skedde utomhus och var öppen mellan april och september. Hon var ledare där till senast 1965.